# مانا البارشی
مانا البارشی (انگلیسی: Man'a Al-Barshi؛ زادهٔ) بازیکن فوتبال اهل قطر است.

## باشگاهی
از باشگاه‌هایی که در آن بازی کرده‌است می‌توان به تیم ملی فوتبال قطر اشاره کرد.